# Nuoto ai campionati europei di nuoto 2024 - 100 metri dorso maschili
La gara degli 100 metri dorso maschili dei campionati europei di nuoto 2024 si è svolta il 22 e il 23 giugno 2024 presso il Centro Sportivo Milan Gale Muškatirović di Belgrado.

## Podio
| Pos.    | Atleta                 | Nazione |
| ------- | ---------------------- | ------- |
| Oro     | Apostolos Christou     | Grecia  |
| Argento | Eyaggelos Makrygiannis | Grecia  |
| Bronzo  | Ksawery Masiuk         | Polonia |

## Record
Prima della manifestazione il record del mondo (RM) e il record dei campionati (RC) erano i seguenti.
|  | 51"60 | Thomas Ceccon   | 20 giugno 2022 Budapest |
|  | 51"60 | Thomas Ceccon   | 20 giugno 2022 Budapest |
|  | 52"11 | Camille Lacourt | 10 agosto 2010 Budapest |

Durante la competizione non sono stati migliorati record.

## Programma
| Data           | Ora   | Turno      |
| -------------- | ----- | ---------- |
| 22 giugno 2024 | 9:56  | Batterie   |
| 22 giugno 2024 | 20:14 | Semifinali |
| 23 giugno 2024 | 18:40 | Finale     |

## Risultati

### Batterie
| Pos. | Batteria | Corsia | Atleta                     | Nazionalità          | Tempo       | Note |
| ---- | -------- | ------ | -------------------------- | -------------------- | ----------- | ---- |
| 1    | 3        | 3      | Kacper Stokowski           | Polonia              | 54"04       | Q    |
| 2    | 4        | 4      | Ksawery Masiuk             | Polonia              | 54"28       | Q    |
| 3    | 3        | 4      | Ádám Jászó                 | Ungheria             | 54"49       | Q    |
| 4    | 3        | 2      | Matthew Ward               | Gran Bretagna        | 54"56       | Q    |
| 5    | 4        | 3      | Oleksandr Zheltyakov       | Ucraina              | 54"60       | Q    |
| 6    | 4        | 6      | Conor Ferguson             | Irlanda              | 54"74       | Q    |
| 7    | 3        | 6      | Jakub Majerski             | Polonia              | 54"86       |      |
| 7    | 5        | 4      | Apostolos Christou         | Grecia               | 54"86       | Q    |
| 9    | 5        | 8      | Michael Laitarovsky        | Israele              | 54"94       | Q    |
| 10   | 3        | 5      | Thierry Bollin             | Svizzera             | 54"96       | Q    |
| 11   | 5        | 5      | Eyaggelos Makrygiannis     | Grecia               | 55"09       | Q    |
| 12   | 4        | 1      | Jack Skerry                | Gran Bretagna        | 55"11       | Q    |
| 12   | 4        | 2      | Cornelius Jahn             | Germania             | 55"11       | Q    |
| 14   | 4        | 5      | Adam Maraana               | Israele              | 55"18       | Q    |
| 15   | 5        | 2      | Denis-Laurean Popescu      | Romania              | 55"65       | Q    |
| 16   | 3        | 1      | Tomer Shuster              | Israele              | 55"67       |      |
| 17   | 4        | 8      | Inbar Danziger             | Israele              | 55"74       |      |
| 18   | 3        | 9      | Noah Verreth               | Belgio               | 55"79       | Q    |
| 19   | 4        | 7      | Markus Lie                 | Norvegia             | 55"97       | Q    |
| 20   | 5        | 0      | Kaloyan Levterov           | Bulgaria             | 56"08       |      |
| 21   | 3        | 0      | Radosław Kawęcki           | Polonia              | 56"14       |      |
| 22   | 5        | 9      | Moritz Dittrich            | Austria              | 56"24       |      |
| 23   | 3        | 8      | Christian Diener           | Germania             | 56"31       |      |
| 24   | 2        | 3      | Ognjen Kovačević           | Serbia               | 56"44       |      |
| 25   | 2        | 4      | Flavio Bucca               | Svizzera             | 56"52       |      |
| 26   | 5        | 7      | Mert Ali Satir             | Turchia              | 56"73       |      |
| 27   | 1        | 4      | Luka Jovanović             | Serbia               | 57"03       |      |
| 28   | 2        | 5      | Robert Falborg Pedersen    | Danimarca            | 57"19       |      |
| 29   | 2        | 8      | Primož Šenica Pavletič     | Slovenia             | 57"21       |      |
| 30   | 2        | 2      | Nikola Dokmanović          | Serbia               | 57"55       |      |
| 31   | 4        | 9      | Đorđe Dragojlović          | Serbia               | 57"57       |      |
| 32   | 2        | 6      | Dino Hasibović Sirotanović | Bosnia ed Erzegovina | 57"91       |      |
| 33   | 2        | 7      | Mak Nurkić Kačapor         | Bosnia ed Erzegovina | 57"98       |      |
| 34   | 2        | 1      | Zhulian Lavdaniti          | Albania              | 58"37       |      |
| 35   | 1        | 3      | Rashad Alguliev            | Azerbaigian          | 59"00       |      |
| 36   | 1        | 5      | Grisi Koxhaku              | Albania              | 59"27       |      |
| DNS  | 3        | 7      | Bernhard Reitshammer       | Austria              | Non partito |      |
| DNS  | 4        | 0      | Samuel Törnqvist           | Svezia               | Non partito |      |
| DNS  | 5        | 1      | Simon Bucher               | Austria              | Non partito |      |
| DNS  | 5        | 3      | Benedek Kovács             | Ungheria             | Non partito |      |
| DNS  | 5        | 6      | Ádám Telegdy               | Ungheria             | Non partito |      |

### Semifinali
| Pos. | Batteria | Corsia | Atleta                 | Nazionalità   | Tempo | Note |
| ---- | -------- | ------ | ---------------------- | ------------- | ----- | ---- |
| 1    | 2        | 3      | Apostolos Christou     | Grecia        | 53"20 | Q    |
| 2    | 2        | 5      | Eyaggelos Makrygiannis | Grecia        | 53"31 | Q    |
| 3    | 2        | 4      | Ksawery Masiuk         | Polonia       | 53"54 | Q    |
| 4    | 2        | 6      | Kacper Stokowski       | Polonia       | 53"85 | Q    |
| 5    | 1        | 5      | Oleksandr Zheltyakov   | Ucraina       | 53"98 | Q    |
| 6    | 1        | 3      | Conor Ferguson         | Irlanda       | 54"12 | Q    |
| 7    | 1        | 4      | Ádám Jászó             | Ungheria      | 54"25 | Q    |
| 8    | 1        | 6      | Matthew Ward           | Gran Bretagna | 54"48 | Q    |
| 9    | 1        | 7      | Michael Laitarovsky    | Israele       | 54"58 |      |
| 10   | 1        | 2      | Cornelius Jahn         | Germania      | 54"68 |      |
| 11   | 2        | 2      | Thierry Bollin         | Svizzera      | 54"83 |      |
| 12   | 2        | 7      | Jack Skerry            | Gran Bretagna | 54"99 |      |
| 13   | 2        | 1      | Markus Lie             | Norvegia      | 55"47 |      |
| 14   | 2        | 8      | Denis-Laurean Popescu  | Romania       | 55"85 |      |
| 15   | 1        | 1      | Adam Maraana           | Israele       | 55"97 |      |
| 16   | 1        | 8      | Noah Verreth           | Belgio        | 56"58 |      |

### Finale
| Pos.    | Corsia | Atleta                 | Nazionalità   | Tempo | Note |
| ------- | ------ | ---------------------- | ------------- | ----- | ---- |
| Oro     | 4      | Apostolos Christou     | Grecia        | 52"23 |      |
| Argento | 5      | Eyaggelos Makrygiannis | Grecia        | 52"83 |      |
| Bronzo  | 3      | Ksawery Masiuk         | Polonia       | 53"56 |      |
| 4       | 2      | Oleksandr Zheltyakov   | Ucraina       | 53"85 |      |
| 5       | 6      | Kacper Stokowski       | Polonia       | 53"90 |      |
| 6       | 7      | Ádám Jászó             | Ungheria      | 54"56 |      |
| 7       | 1      | Matthew Ward           | Gran Bretagna | 54"93 |      |
| 8       | 8      | Michael Laitarovsky    | Israele       | 55"23 |      |